# Halowe Mistrzostwa Świata w Lekkoatletyce 1991 – skok w dal mężczyzn
Skok w dal mężczyzn – jedna z konkurencji rozgrywanych podczas halowych mistrzostw świata w lekkoatletyce w 1991. Kwalifikacje odbyły się 8 marca, a finał został rozegrany 9 marca.
Do kwalifikacji zgłoszonych zostało 28 zawodników z 21 państw.
Zawody w tej konkurencji wygrał reprezentant Niemiec Dietmar Haaf. Drugą pozycję zajął zawodnik z Kuby Jaime Jefferson, trzecią zaś reprezentujący Włochy Giovanni Evangelisti.

## Wyniki

### Kwalifikacje
Źródło: 
Grupa A
| Miejsce | Zawodnik              | Państwo           | Wynik | Uwagi |
| ------- | --------------------- | ----------------- | ----- | ----- |
| 1.      | Giovanni Evangelisti  | Włochy            | 7,93  |       |
| 2.      | Dmitrij Bagrianow     | ZSRR              | 7,90  |       |
| 3.      | Barrington Williams   | Wielka Brytania   | 7,87  |       |
| 4.      | André Müller          | Niemcy            | 7,76  |       |
| 5.      | Keith Talley          | Stany Zjednoczone | 7,75  |       |
| 5.      | Ángel Hernández       | Hiszpania         | 7,75  |       |
| 7.      | Juan Felipe Ortiz     | Kuba              | 7,74  |       |
| 8.      | Csaba Almási          | Węgry             | 7,71  |       |
| 9.      | Huang Geng            | Chiny             | 7,57  |       |
| 10.     | Dimitrios Chadzopulos | Grecja            | 7,56  |       |
| 11.     | Frans Maas            | Holandia          | 7,45  |       |
| 12.     | Sizwe Mdluli          | Eswatini          | 7,07  | NR    |
| 13.     | Ricardo Valiente      | Peru              | 6,83  | NR    |
| –       | Elmer Williams        | Portoryko         | DNS   |       |

Grupa B
| Miejsce | Zawodnik               | Państwo           | Wynik | Uwagi |
| ------- | ---------------------- | ----------------- | ----- | ----- |
| 1.      | Jaime Jefferson        | Kuba              | 8,10  |       |
| 1.      | Dietmar Haaf           | Niemcy            | 8,10  |       |
| 3.      | Bogdan Tudor           | Rumunia           | 7,95  |       |
| 4.      | Konstandinos Kukodimos | Grecja            | 7,92  |       |
| 5.      | Władymyr Oczkań        | ZSRR              | 7,84  |       |
| 6.      | Robert Změlík          | Czechosłowacja    | 7,83  |       |
| 7.      | Jesús Oliván           | Hiszpania         | 7,69  |       |
| 8.      | Llewellyn Starks       | Stany Zjednoczone | 7,65  |       |
| 9.      | Chen Zunrong           | Chiny             | 7,57  |       |
| 10.     | Ayodele Aladefa        | Nigeria           | 7,47  |       |
| 11.     | Fred Salle             | Kamerun           | 7,12  |       |
| –       | Ian James              | Kanada            | NM    |       |
| –       | Lai Cheng-chuan        | Chińskie Tajpej   | DNS   |       |
| –       | António dos Santos     | Angola            | DNS   |       |

### Finał
Źródło: 
| Miejsce | Zawodnik               | Państwo           | Podejście | Podejście | Podejście | Podejście | Podejście | Podejście | Wynik | Uwagi |
| Miejsce | Zawodnik               | Państwo           | #1        | #2        | #3        | #4        | #5        | #6        | Wynik | Uwagi |
| ------- | ---------------------- | ----------------- | --------- | --------- | --------- | --------- | --------- | --------- | ----- | ----- |
| 01 !    | Dietmar Haaf           | Niemcy            | 8,02      | 8,03      | 7,78      | 8,15      | 8,14      | X         | 8,15  |       |
| 02 !    | Jaime Jefferson        | Kuba              | 8,02      | 7,87      | 7,99      | 8,00      | 7,99      | 8,04      | 8,04  |       |
| 03 !    | Giovanni Evangelisti   | Włochy            | X         | 7,86      | 7,93      | X         | 7,80      | 7,48      | 7,93  |       |
| 4.      | Konstandinos Kukodimos | Grecja            | 7,92      | 7,71      | 7,92      | 7,91      | X         | 7,83      | 7,92  |       |
| 5.      | Bogdan Tudor           | Rumunia           | X         | 7,82      | 7,82      | 7,88      | 7,71      | X         | 7,88  |       |
| 6.      | Robert Změlík          | Czechosłowacja    | X         | 7,83      | X         | X         | X         | X         | 7,83  |       |
| 7.      | Dmitrij Bagrianow      | ZSRR              | 7,80      | 7,82      | 7,69      | 7,64      | X         | X         | 7,82  |       |
| 8.      | André Müller           | Niemcy            | 7,68      | 7,65      | 7,74      | 7,75      | X         | 7,49      | 7,75  |       |
| 9.      | Keith Talley           | Stany Zjednoczone | 7,73      | 7,43      | 7,72      | NQ        | NQ        | NQ        | 7,73  |       |
| 10.     | Ángel Hernández        | Hiszpania         | 7,70      | X         | X         | NQ        | NQ        | NQ        | 7,70  |       |
| 11.     | Barrington Williams    | Wielka Brytania   | X         | 7,65      | 7,67      | NQ        | NQ        | NQ        | 7,67  |       |
| –       | Władymyr Oczkań        | ZSRR              | X         | X         | X         | NQ        | NQ        | NQ        | NM    |       |